# Хто боїться Вірджинії Вульф? (фільм, 1966)
«Хто боїться Вірджинії Вульф?» (англ. «Who's Afraid of Virginia Woolf?») — американський художній трагікомедійний кінофільм 1966 року, дебютна стрічка Майка Ніколса. Екранізація однойменної п'єси Едварда Олбі. У головних ролях знялася подружня (на момент зйомок) пара Елізабет Тейлор та Річард Бартон. Фільм шокував публіку, оскільки вона на той момент ще не звикла до підкреслено реалістичного показу внутрішньосімейних і подружніх конфліктів, а також до лайки з екрана.
П'єса Едварда Олбі, з величезним успіхом поставлена на Бродвеї в 1962 році, була куплена компанією за 500000 доларів США.  Фільм побив рекорди касових зборів в 1966 році, а до 1968 року зібрав величезну на ті часи суму — 40 мільйонів доларів США.

## Сюжет
Друга година ранку в Новій Англії. Джордж — звичайний професор історії, одружений з Мартою, розпусницею, чий батько є президентом коледжу, де викладає Джордж. Після двадцяти років шлюбу їхні відносини постійно змінюються — від любові до ненависті й навпаки. Марта любить порівнювати свого слабкого чоловіка зі своїм сильним батьком (він на екрані не з'являється), знаючи, що це злить її чоловіка.
Напередодні ввечері вони вирушили на вечірку факультету, де познайомилися з молодими співробітниками Ніком і Гані. Нік, професор біології, вважає себе серцеїдом, а Гані, за визначенням Марти, сіра мишка. Старша подружня пара запрошує друзів зайти в їх комфортабельний будинок і випити по чарці на прощання. 
Всю ніч вони безперервно випивають, танцюють і грають в «ігри». Марта, з метою викликати ревнощі свого чоловіка, заграє з Ніком, але Джордж, щоб досадити їй, жодним чином не намагається цьому перешкодити. Гані нудить, а Нік напивається все сильніше і повідомляє Джорджу, що Гані обманом одружила його з собою, заявивши, що вагітна. Розмови, розмови й суперечки набувають дедалі інтенсивнішого характеру. Приголомшливі зізнання, несамовиті звинувачення, підозри перетворюють вечірку в психологічне жахіття, після якого життя персонажів вже не може залишатися таким, як раніше.

## У ролях
- Річард Бертон — Джордж
- Елізабет Тейлор — Марта
- Джордж Сігал — Нік
- Сенді Денніс — Гані

## Нагороди
1967 — Оскар 
Переможець в категоріях:
- Найкраща акторка — Елізабет Тейлор
- Найкраща акторка другого плану — Сенді Денніс
- Найкраща робота художника — Річард Сілберт
- Найкращий дизайн костюмів — Ірен Шараф
- Найкраща операторська робота (чорно-біла) — Гаскел Векслер

Номінований в категоріях:
- Найкращий фільм — Майк Ніколс
- Найкращий актор — Річард Бертон
- Найкращий режисер — Майк Ніколс
- Найкращий актор другого плану — Джордж Сігал
- Найкращий сценарист (адаптація) — Ернест Леман